# Qiyang
Qiyang (chinesisch 祁陽市 / 祁阳市, Pinyin Qíyáng Shì) ist eine Kreisfreie Stadt, die zum Verwaltungsgebiet der bezirksfreien Stadt Yongzhou im Süden der chinesischen Provinz Hunan gehört. Sie hat eine Fläche von 2.538 km² und zählt 856.300 Einwohner (Stand: Ende 2018).
Die Wuxi-Steininschriften (浯溪摩崖石刻,  Wuxi moya shike) stehen seit 1988 auf der Liste der Denkmäler der Volksrepublik China (3-173).